# Charles Denis Bourbaki
Charles Denis Sauter Bourbaki (Pau, 22 aprile 1816 – Bayonne, 22 settembre 1897) è stato un generale francese, figlio di un colonnello greco morto nel corso della guerra di indipendenza di quel paese nel 1827.

## Carriera Militare
Figlio del colonnello greco Constantin Denis Bourbaki (1787–1827), morto nell'ambito della guerra d'indipendenza greca, decise giovanissimo di intraprendere la carriera militare.
Ammesso alla École spéciale militaire de Saint-Cyr, nel 1836 raggiunse gli Zuavi, poi promosso tenente della Legione straniera ed aiutante di campo del re Luigi Filippo. Il suo primo combattimento avvenne in Africa: capitano degli Zuavi nel 1842, tenente colonnello del 1º Reggimento Zuavi nel 1850, colonnello degli Zuavi nel 1851, generale di brigata nel 1854. Comandò una parte delle truppe algerine in Crimea, distinguendosi nelle battaglie di Alma, Inkerman e Sebastopoli.
Divenuto generale di divisione nel 1857, e comandante a Lione nel 1859, partecipò alle battaglie di Magenta e Solferino (Seconda guerra di indipendenza) a capo della 3ª Divisione del III Corpo d'armata francese, venendo comandato per un certo tempo nel corpo di occupazione a Cremona.
Una volta in Francia ottenne il comando delle divisioni di Besançon, Grenoble e Metz. Nel 1862 il suo nome fu ventilato quale candidato al trono vacante di Grecia. Dal dicembre 1865 a capo della 1ª Divisione della Guardia imperiale, il 7 luglio del 1869 venne nominato aiutante di campo dell'imperatore Napoleone III,

## La guerra franco-prussiana
Il 27 luglio 1870 l'imperatore gli affidò il comando della Guardia Imperiale. Nel corso della guerra franco-prussiana nell'autunno del 1870 operò nell'Armata del Reno e giocò un grande ruolo nell'assedio di Metz. Lasciò la città con un salvacondotto, per obbedire ad un supposto ordine di convocazione da parte di Napoleone III, già esule ad Hastings in Inghilterra, dopo la disastrosa battaglia di Sedan.
Riguadagnata rapidamente la Francia, offrì i suoi servizi al nuovo ministro della guerra, Léon Gambetta, e ricevette il comando dell'Armata del Nord.  Destituito il 10 novembre, fu trasferito all'Armata della Loira. Obiettivo strategico dell'azione di entrambe le armate era liberare Parigi dall'assedio al quale era stata sottoposta dai prussiani e dai loro alleati, sin dal 19 settembre, 17 giorni dopo la capitolazione di Napoleone III a Sedan.
Nel frattempo veniva concepito un ambizioso piano per liberare Parigi prendendo a tergo le truppe nemiche, attraverso un vasto movimento strategico da Bourges all'Alsazia passando per Belfort.  Tale improba azione era affidata all'Armata dell'Est, il cui comando venne affidato al Bourbaki.  All'iniziativa doveva partecipare Giuseppe Garibaldi, con i suoi corpi di volontari che agivano nella regione di Digione (battaglia di Digione).
L'esercito che il governo provvisorio della neonata Repubblica francese aveva messo a disposizione del Bourbaki era mal equipaggiato e peggio addestrato. Ma seppe cogliere una prima vittoria il 9 gennaio (battaglia di Villersexel), procedendo poi a tentare di soccorrere la guarnigione di Belfort, al comando del Pierre Philippe Denfert-Rochereau, assediata sin dal 3 novembre.
Il 16 gennaio Bourbaki comanda l'assalto alle posizioni tedesche intorno a Belfort. L'assalto costringe il nemico a rinserrarsi verso le mura della città, quando il generale ordina di recuperare le posizioni iniziali. Il 17 gennaio viene respinto un contrattacco portato da un reggimento del Baden. Il 18 Bourbaki ordina la ritirata, senza nemmeno aver impiegato per intero le forze a propria disposizione.  Nel momento sommo della propria carriera militare (cosiddetta battaglia di Lisaine) il Bourbaki peccò, secondo gli storici militari francesi, di un eccesso di prudenza e di un eccesso di stima dell'avversario che gli sarebbero costati la campagna. La guarnigione di Belfort non avrebbe comunque capitolato sino alla firma dell'armistizio generale, il 18 febbraio.

## Verrière-de-Joux

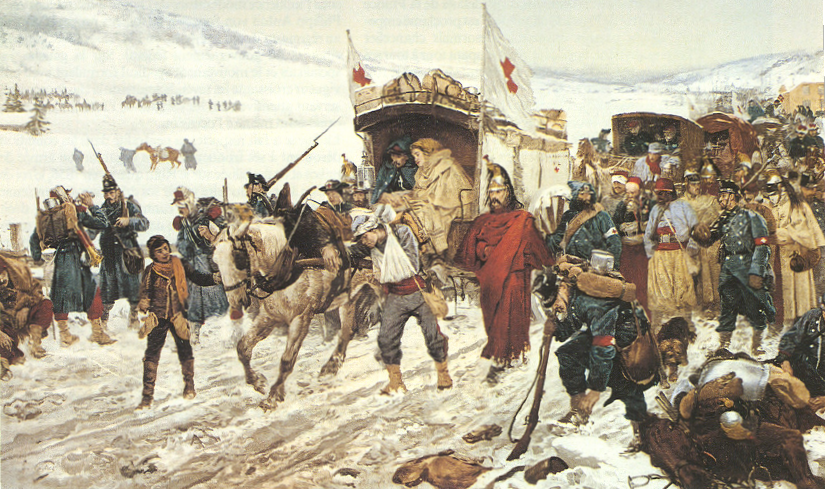
Édouard Castres, La ritirata dell'Armata dell'Est in Svizzera

La ritirata di Bourbaki verso Besançon veniva interrotta dai tedeschi del Manteuffel che muoveva in direzione di Besançon, e sospinta verso la Svizzera. Dei 150 000 componenti iniziali dell'armata, gli 84 000 ancora in armi, in rotta ed affamati, raggiungono la frontiera in località Verrière-de-Joux il 31 gennaio.
Il Consiglio federale elvetico decide una mobilitazione parziale dei riservisti di Vaud, Neuchâtel e Ginevra a copertura del Giura, al comando del generale Hans Herzog.
Già il 28 gennaio i francesi avanzarono richiesta di internamento in Svizzera. Il 1º febbraio Herzog sottoscrisse la convenzione a Verrière-de-Joux. Armi, munizioni e materiali sarebbero stati abbandonati alla frontiera.  Tra il 1º ed il 3 febbraio 1871 87 000 uomini e 12 000 cavalli passarono la frontiera e vennero internati in tutti i cantoni della Confederazione, salvo il Ticino.
La scena dell'internamento è immortalata in un celebre panorama opera di Édouard Castres, conservato a Lucerna. Gli internati sarebbero stati rimpatriati fra il 13 ed il 22 marzo successivo.
Il passaggio dell'Armata dell'Est è ricordato in Svizzera come la prima grande azione umanitaria organizzata dalla Croce Rossa e una significativa testimonianza della politica di neutralità del Paese. In ogni caso, la Confederazione ottenne dalla Francia un rimborso pari a 12,1 milioni di franchi.

## Epilogo
Bourbaki medesimo il 26 gennaio delegò le proprie funzioni al generale Justin Clinchant, e tentò il suicidio con un colpo di pistola non andato a segno. Venne trasferito in Svizzera ove poté riprendersi. Nel luglio 1871 Bourbaki venne nominato di nuovo governatore militare della piazza di Lione, sino al 1879.  Nel 1881 venne costretto al ritiro nella riserva. Nel 1885 si candidò senza successo al Senato.
Paradossale è stato il destino della memoria del generale. A causa dei suoi rovesci nella guerra prussiana, in Francia i militari cominciarono ad utilizzare, utilizzano a tutt'oggi l'espressione «armata alla Bourbaki» per indicare un gruppo disorganizzato di armati, con uniformi eterogenee e privo di rigore militare. Ma proprio per questa fama, il suo nome fu scelto dai matematici francesi che nel 1935 costituirono l'omonima Associazione Bourbaki, avente l'obiettivo di rifondare l'intera matematica secondo il metodo assiomatico, e che utilizzava appunto lo pseudonimo Nicholas Bourbaki come autore delle opere dell'intero gruppo. In questo modo il nome dello sfortunato generale divenne noto a livello mondiale associato ad una fondamentale avventura intellettuale.